# Mastacideidae
Famille
Les Mastacideidae sont une famille d'insectes orthoptères.

## Distribution
Les espèces de cette famille se rencontrent en Asie du Sud.

## Liste des genres
Selon Orthoptera Species File (16 juillet 2018) :
- Mastacides Bolívar, 1899
- Paramastacides Descamps, 1974

## Publication originale
- Rehn, 1948 : The Acridoid family Eumastacidae (Orthoptera). A review of our knowledge of its components, features and systematics, with a suggested new classification of its major groups. Proceedings of The Academy of Natural Sciences, vol. 100, p. 77-139.